# Sembé
Sembé é uma distrito localizado no norte da República do Congo, sua união com o distrito de Souanké formam a parte ocidental da região de Sangha. Com 22 000 habitantes e 22 000km² o distrito possuia uma demografia de 1 habitante por km² (quilômetro quadrado) em 1977. A economia local ainda é predominantemente advinda da produção e comercialização do cacau.
- Latitude: (DMS) 1°38'53"N
- Longitude: (DMS) 14°34'50"E
- Altitude: 445 metros

## Desenvolvimento
O distrito enfretou dificuldades no desenvolvimento devido a raridade de homemens na região, fator que também se deu pela má distribuição já que apenas um terço do homens vivia nas áreas favorecidas, onde a economia se movimentava.